# Bockstraße 7 (Quedlinburg)

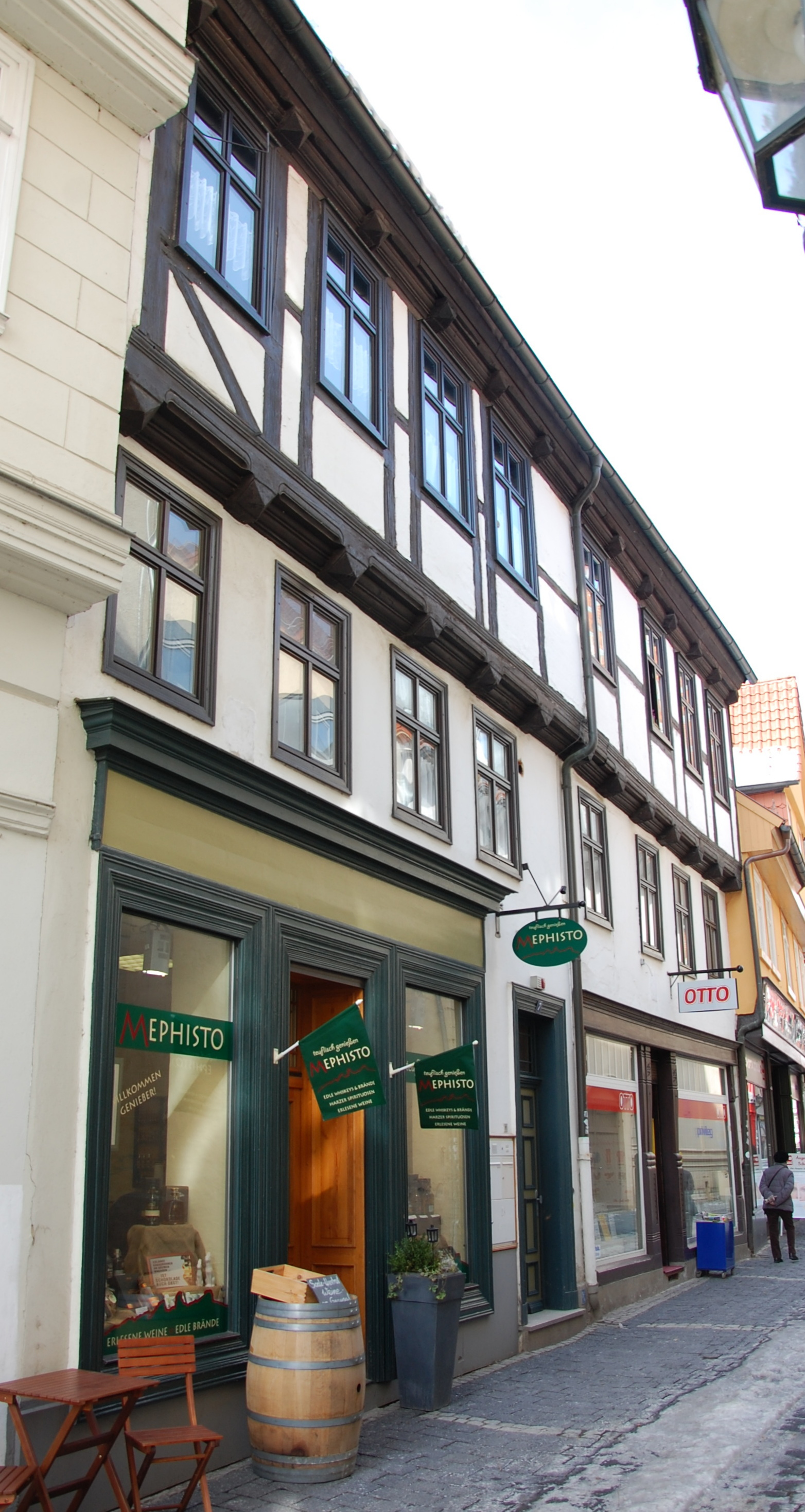
Haus Bockstraße 7

Das Haus Bockstraße 7 ist ein denkmalgeschütztes Gebäude in der Stadt Quedlinburg in Sachsen-Anhalt.

## Lage
Es befindet sich nordöstlich des Marktplatzes der Stadt und gehört zum UNESCO-Weltkulturerbe. Im Quedlinburger Denkmalverzeichnis ist es als Wohnhaus eingetragen. Westlich grenzt das gleichfalls denkmalgeschützte Haus Bockstraße 8 an.

## Architektur und Geschichte
Das Fachwerkhaus entstand in der Zeit um 1680. In das untere Stockwerk ist ein Zwischengeschoss eingefügt. Die Fassade ist zum Teil verputzt, die Stockschwelle zum Teil stark profiliert. Im Erdgeschoss befinden sich Ladengeschäfte, deren Fassaden vom Ende des 19. Anfang des 20. Jahrhunderts stammen.